# Rubén Galván
Américo Rubén Galván (Comandante Fontana, 7 aprile 1952 – Lanús, 14 marzo 2018) è stato un calciatore argentino, di ruolo centrocampista. Campione del mondo con l'Argentina nel campionato del mondo 1978.
Colpito nel 2007 da epatite che richiese un trapianto di fegato e sofferente di cirrosi, è scomparso nel 2018 all'età di 66 anni.

## Carriera
Trascorse la maggior parte della sua carriera nel Club Atlético Independiente, con cui vinse quattro Coppe Libertadores consecutive, tra il 1972 ed il 1975, e due campionati Nacional, 1977 e 1978. Nel 1980 ebbe una breve esperienza nel Estudiantes de La Plata, ma si ritirò poco tempo dopo, all'età di 27 anni.
Fece parte della Argentina che vinse il Campionato mondiale nel 1978.

## Palmarès

### Club

#### Competizioni nazionali
- Campionato argentino: 2

Independiente: Nacional 1977, Nacional 1978

#### Competizioni internazionali
- Coppa Libertadores: 4

Independiente: 1972, 1973, 1974, 1975
- Coppa Interamericana: 3

Independiente: 1972, 1974, 1975
- Coppa Intercontinentale: 1

Independiente: 1973

### Nazionale
Campionato mondiale: 1 
Argentina 1978